# Sericomyia hispanica
Sericomyia hispanica is een vliegensoort uit de familie van de zweefvliegen (Syrphidae). De wetenschappelijke naam van de soort is voor het eerst geldig gepubliceerd in 1962 door Peris Torres.